# Phytoecia algirica
Phytoecia algirica là một loài bọ cánh cứng trong họ Cerambycidae.